# Gran Premio Industria e Artigianato 2008
Il Gran Premio Industria e Artigianato 2008, quarantaduesima edizione della corsa e trentaduesima con questa denominazione, valido come evento dell'UCI Europe Tour 2008 categoria 1.1, si svolse il 3 maggio 2008 su un percorso totale di 200 km. Fu vinto dall'italiano Eddy Ratti che terminò la gara in 4h50'00", alla media di 41,379  km/h.
Partenza con 125 ciclisti, dei quali 62 portarono a termine il percorso.

## Ordine d'arrivo (Top 10)
| Pos. | Corridore         | Squadra       | Tempo    |
| ---- | ----------------- | ------------- | -------- |
| 1    | Eddy Ratti        | Nippo-Endeka  | 4h50'00" |
| 2    | Francesco Ginanni | Diquigiovanni | a 4"     |
| 3    | Luis Laverde      | CSF Group     | s.t.     |
| 4    | Giairo Ermeti     | LPR Brakes    | s.t.     |
| 5    | Pasquale Muto     | Miche         | a 31"    |
| 6    | Dainius Kairelis  | Cer. Flaminia | s.t.     |
| 7    | Luca Paolini      | Acqua & Sap.  | s.t.     |
| 8    | Ruslan Ivanov     | Diquigiovanni | s.t.     |
| 9    | Kjell Carlström   | Liquigas      | s.t.     |
| 10   | Vincenzo Garofolo | Nippo-Endeka  | s.t.     |